# In Soviet Georgia
In Soviet Georgia (en español: En la Georgia soviética), también conocido como Old People (Gente anciana), es el nombre de una campaña publicitaria de la década de 1970 realizada por el yogur Dannon en los Estados Unidos para argumentar que consumir dicho producto lácteo haría personas más saludables. La campaña fue lucrativa para Dannon, ya que le permitió obtener ganancias después de años de pérdidas. La campaña se desarrolló entre 1976 y 1978 en anuncios impresos y de televisión en Estados Unidos. Fue el primer comercial de televisión estadounidense producido en la entonces República Soviética de Georgia (ahora la nación independiente de Georgia) y obtuvo numerosos reconocimientos publicitarios.

## Sinopsis
En los comerciales, se intercalaban tomas de ancianos agricultores georgianos con un locutor fuera de cámara que entonaba: "En la Georgia soviética, donde comen mucho yogur, mucha gente vive más de 100 años". Cada toma tenía un título en la parte inferior, que indicaba el nombre del granjero y su edad, que oscilaba entre 95 y 105 años. Uno de los comerciales terminaba con una toma de un anciano comiendo yogur Dannon, seguido de una toma de él junto a una mujer, que era su madre de 114 años, mirándolo con cariño. El locutor dice: "Bagrat Tabaghua, de 89 años... se comió dos frascos. Eso agradó mucho a su madre".

## Producción
La campaña fue encargada a la agencia de publicidad Marsteller en junio de 1975 a instancias del entonces director ejecutivo de la división estadounidense de Danone, Juan Metzger, quien deseaba comercializar el yogur Dannon en una dirección más consciente de la salud. Peter Lubalin, director creativo de Marsteller, encabezó el equipo que a partir de julio de 1975 comenzó a preparar las filmaciones de los comerciales. El director de los comerciales fue Bob Gaffney y la dirección de arte estuvo a cargo de Joe Goldberg.
Durante los preparativos para la campaña, Arlene Hoffman, productora de Marsteller, contactó a Alexander Leaf, quien había escrito un libro sobre las personas centenarias de Abjasia y había publicado uno de sus artículos en National Geographic; entre sus hallazgos describió que los abjasios basaban buena parte de su dieta en el consumo de yogur producido a nivel local. Las gestiones para viajar a la Unión Soviética y realizar las filmaciones se suspendieron entre septiembre de 1975 y mayo de 1976 a la espera de que llegara el verano y el clima mejorara. El 10 de julio de 1976 Hoffmann se trasladó a la Unión Soviética a fin de buscar un hombre de 90 años que tuviera a su madre viva, y buscó entre 14 familias diferentes antes de encontrar las 3 que se utilizarían para los comerciales; para comunicarse con ellas debía traducir su comunicación primero en ruso y después en abjasio, la lengua habitual del lugar.
El equipo de producción llegó a Sujumi, capital de Abjasia, el 18 de julio de 1976, y las grabaciones se desarrollaron del 20 al 22 del mismo mes; el primer día de filmaciones se realizó en la aldea de Kutol, en donde se grabaron escenas con un hombre de 96 años cortando leña, un hombre de 98 años en una viña, una mujer de 107 años alimentando pollos, y un hombre de 89 años y su madre de 114. El segundo día se filmaron escenas de un hombre de 85 años con su madre de 114, y la persona más anciana de la villa, con 130 años aproximadamente, mientras que el tercer día se filmó a una mujer de 79 años con su madre en la localidad de Duripshi, al coro de personas longevas abjasias, un hombre de 95 años cortando leña, un hombre de 105 años recolectando tabaco, y otro de 95 años a bordo de un caballo.
Los comerciales comenzaron a ser emitidos en estaciones de televisión en 70 ciudades de Estados Unidos a partir de octubre de 1976. Marsteller señaló que el presupuesto para las grabaciones alcanzó los 41 500 dólares estadounidenses.

## Reacciones
Publicaciones periódicas como Advertising Age, The Chief Executive y The Wise Marketer citaron los anuncios como un buen ejemplo de estrategia empresarial. En el caso de Advertising Age, ubicó a In Soviet Georgia en el Top 50 de los mejores comerciales de televisión de todos los tiempos y en el puesto 89 en la lista de las 100 mejores campañas publicitarias.
Los analistas de marketing de The Wise Marketer señalaron que después de los anuncios de In Soviet Georgia, la compañía Dannon revirtió una tendencia de pérdidas y comenzó a obtener ganancias en 1975, que no terminarían hasta el año fiscal 1990, cuando los aumentos generalizados de los precios del yogur provocaron que las ventas descendieran.
La longevidad de la población abjasia ha sido cuestionada posteriormente en artículos científicos, como por ejemplo el publicado por Erdman B. Palmore en 1984 en la revista The Gerontologist.
Luego del éxito de In Soviet Georgia, Dannon emitió otros dos comerciales relacionados con Abjasia durante 1977: Georgian Chorus y Son of Russia. A partir de 1996, los anuncios se reprodujeron en el canal de televisión clásico TV Land y en su filial, TV Land Canada.